# Rüdiger Landgraf
Rüdiger Landgraf (* 15. Januar 1939) ist ein deutscher Internist, Diabetologe und Hochschullehrer.
Er war von 1995 bis zu seiner Emeritierung im Jahr 2004 Leiter der Abteilung Endokrinologie und Diabetologie der Medizinischen Klinik Innenstadt (jetzt Medizinische Klinik und Poliklinik IV) der Ludwig-Maximilians-Universität in München.

## Werdegang
Rüdiger Landgraf studierte von 1960 bis 1966 Medizin an den Universitäten Marburg, Zürich und München. Nach der Promotion zum Dr. med. im Jahr 1966 und der Medizinalassistentenzeit bis 1968 war er bis 1970 als Gastwissenschaftler in den USA am Department of Pharmacology der Washington University in St. Louis tätig. Von 1971 bis 1979 absolvierte er in München die Weiterbildung in den Fächern Innere Medizin, Endokrinologie und Diabetologie und wurde 1975 habilitiert. 1980 wurde Landgraf C2-Professor für Innere Medizin sowie Oberarzt und Leiter der Diabetologie der Medizinischen Klinik Innenstadt. Dort folgte 1995 die Berufung zum C3-Professor und zum Leiter der Abteilung Endokrinologie und Diabetologie, eine Position, die Landgraf bis zu seiner Emeritierung im Jahr 2004 innehatte. 
Landgraf ist seit Jahrzehnten in zahlreichen Gesellschaften und Fachgremien aktiv, insbesondere für die Deutsche Diabetes Gesellschaft, deren Präsidentschaft er von 2001 bis 2003 innehatte. In diesem Rahmen prägte und prägt er wesentlich wissenschaftliche und gesundheitspolitische Positionen zugunsten von Menschen mit Diabetes mellitus, wie etwa seit 2002 in den Nationalen Versorgungsleitlinien
Von 2005 bis 2014 war Landgraf Vorsitzender der Deutschen Diabetes Stiftung.

## Schriften (Auswahl)
- Literatur von und über Rüdiger Landgraf im Katalog der Deutschen Nationalbibliothek
- Publikationen von Rüdiger Landgraf in PubMed

## Ehrungen (Auswahl)
- 2006: Paul-Langerhans-Medaille
- 2012: Bundesverdienstkreuz am Bande[4]